# 肖尔布拉克 (电影)
《肖尔布拉克》是上海电影制片厂摄制的彩色遮幅电影，于1984年上映。电影由张贤亮的同名小说改编而成，由包起成执导，汤晓丹担任艺术顾问，周里京、张伟欣、朱琳主演。《肖尔布拉克》讲述的是文化大革命前后在新疆，支边青年李世英、陕北姑娘巧珍、知青叶娟之间的爱情故事。

## 剧情简介
1960年代，河南青年李世英（周里京 饰）告别了处在饥荒的家乡，前往新疆谋生。抵达新疆尾亚后，却因为帮助了路途上认识的同乡姑娘，李世英失去了当老师的机会。不过阴差阳错的，李世英结识了司机徐师傅（吴喜千 饰），并拜其为师父，成为了长途货车司机。
文化大革命开始后，在司机同事们的帮助下，李世英与逃荒而来的陕北姑娘巧珍（张伟欣 饰）结了婚。本欲好好过日子的李世英却发现，巧珍虽然心灵手巧，但一直对他不冷不热，反而像是一个佣人。时间长了，李世英在司机同事的空中得知，巧珍在老家有一个青梅竹马。在李世英的追问下，巧珍承认了有青梅竹马的恋人，但因为灾荒，巧珍的父母去世，不得不前往新疆投靠姨母。婚后不久，恋人也来到新疆寻她的事。李世英得知真相后并未为难巧珍，与其离婚，成全了一对有情人。
七年后，李世英在南疆运输途中，遇到了准备搭车前往肖尔布拉克镇的上海知青叶娟（朱琳 饰）母子。叶娟的孩子突染风寒，李世英连夜将母子送往库尔勒医院。命悬一线的孩子得到抢救的机会，经过一夜的劳累，李世英却悄悄离开了医院，叶娟深受感动。不久，李世英再次前往医院，刚好孩子康复，于是李世英送母子前往肖尔布拉克。途中，李世英得知叶娟在上山下乡运动时，被领导凌辱生下孩子的遭遇。李世英被叶娟不沉沦的意志所吸引，爱情的火苗开始燃烧。两个经历过苦难，在碱水（肖尔布拉克的意思便为碱水泉）里泡过的生命碰撞，最终结合在一起。

## 制作拍摄
1983年9月，张贤亮的短篇小说《肖尔布拉克》刊登在《文汇月刊》之上，张贤亮凭此获得1983年全国优秀短片小说奖。导演包起成当时是上海电影制片厂第一创作集体的成员，虽人到中年，但并未独立执导过影片，当读毕小说《肖尔布拉克》时，决定向张贤亮组稿。在《宁夏文艺》期刊的编辑杨仁山的帮助下，三人经过数月改编，创作出《肖尔布拉克——一个汽车司机的故事》的电影文学剧本。
电影男主演周里京在1984年元旦，乘着电影《人生》摄制的间隙前往上海电影制片厂，接受了扮演男主人公李世英的任务。完成《人生》的拍摄后，进入《肖尔布拉克》的团队中。电影女主演之一朱琳在电影拍摄前，则按导演和艺术顾问的要求，前往新疆生产建设兵团第六师一〇二团、一〇七团体验生活。《肖尔布拉克》拍摄时，朱琳同时在上海电影制片厂的另一部电影《二十年后再相会》中扮演女主角。另一位女主演张伟欣此前在电影《乡音》中出演陶春，因此包起成选她扮演与陶春相似的乔珍。《肖尔布拉克》是她和上海电影制片厂第一次合作。在电影开拍前之前，因为小说《肖尔布拉克》影响较大，上海电影制片厂的领导起初并不放心将拍摄任务交给包起成，甚至准备更换导演。导演汤晓丹不仅给上影厂的领导打报告支持包起成，并且成为该片的艺术顾问。电影《肖尔布拉克》终由包起成执导。
在开拍前，摄制组花费大约一个月的时间在心间选外景和拍摄资料。1984年春节后，电影《肖尔布拉克》正式开拍。在上海拍完内景后，8月起，先后在新疆吐鲁番市、赛里木湖、库尔勒市等地取景。虽然大多外景在新疆拍摄，但尾亚站的场景却选择在了上海。其原因是电影背景时期的20世纪60年代的尾亚站是重要的交通站点，但拍摄时已经是过路小站，将演员、道具搬到尾亚站成本巨大。原计划在阜康市拍摄该场景也因为和其他摄制组撞档无法成行，最终，摄制组在上海江湾机场完成拍摄。电影最终历时10个月完成拍摄制作。

## 首映
因为原著作家张贤亮是宁夏回族自治区作家协会主席，电影首映式选择在宁夏银川市举行。电影原著作家张贤亮、导演包起成、艺术顾问汤晓丹到场与观众见面。